# Ilha Laurie
Ilha Laurie é a segunda maior ilha das Órcades do Sul. A ilha é reivindicada pela Argentina como parte da Antártida Argentina, e pelo Reino Unido, como parte do Território Antártico Britânico. No entanto, sob o Tratado da Antártida todas as reivindicações de soberania estão congeladas, como a ilha encontra-se a sul do paralelo 60°. O ponto de Buchanan no extremo norte-oriental da ilha, com Cabo Whitson na sua costa sul, são áreas Importantes para Aves.

## História
A Ilha Laurie foi descoberta pelos Capitães George Powell e Nathaniel Palmer, no curso de sua expedição ao Atlântico sul, em 1821. Richard Holmes Laurie usou observações de Powell para criar um mapa da ilha, e, posteriormente, a ilha foi nomeado após ele. Dois anos depois, James Weddell mapeou a ilha, pela segunda vez, embora seus gráficos acabaram por ser muito menos precisos do que cartas de Powell. Weddell tentou mudar o nome da ilha de Melville Island para o 2º Visconde Melville, mas o nome não conseguiu furar quando a Expedição Nacional Antártica Escocesa optou por vez como Ilha Laurie.
William S. Bruce conduziu o primeiro estudo científico abrangente da Ilha Laurie durante a Expedição Nacional Antártica Escocesa. A bordo de seu navio, o Scotia, Bruce pousou pela Ilha Laurie em março de 1903. O primeiro assentamento, Omond House, foi construído pela equipe de pedra, e iria ser usado tanto como um abrigo e como um posto para estudar o clima.